# Четем (округ, Джорджія)
Шаблон:StateAbbr_ 31°58′ пн. ш. 81°05′ зх. д. / 31.97° пн. ш. 81.09° зх. д.
Округ  Четем (англ. Chatham County) — округ (графство) у штаті  Джорджія, США. Ідентифікатор округу 13051.

## Історія
Округ утворений 1777 року.

## Демографія
За даними перепису 
2000 року 
загальне населення округу становило 232048 осіб, зокрема міського населення було 219104, а сільського — 12944.
Серед мешканців округу чоловіків було 111790, а жінок — 120258. В окрузі було 89865 домогосподарств, 59431 родин, які мешкали в 99683 будинках.
Середній розмір родини становив 3,05.
Віковий розподіл населення поданий у таблиці:
| Стать    | До 15 років | 15-21 | 22-29 | 30-39 | 40-49 | 50-65 | 65-85 | Понад 85 |
| -------- | ----------- | ----- | ----- | ----- | ----- | ----- | ----- | -------- |
| Чоловіки | 24909       | 12486 | 14307 | 16488 | 15615 | 15994 | 11033 | 958      |
| Жінки    | 23827       | 11902 | 14250 | 17008 | 17172 | 18320 | 15305 | 2474     |

## Суміжні округи
- Джеспер, Південна Кароліна – північний схід
- Ліберті – південний схід
- Браян – захід, південний захід
- Еффінгем – північний захід

## Виноски
1. ↑  U.S. Decennial Census. United States Census Bureau. Архів оригіналу за 26 квітня 2015. Процитовано 17 червня 2014.
2. ↑  Historical Census Browser. University of Virginia Library. Архів оригіналу за 11 серпня 2012. Процитовано 19 червня 2014.
3. ↑  Population of Counties by Decennial Census: 1900 to 1990. United States Census Bureau. Архів оригіналу за 2 лютого 2019. Процитовано 19 червня 2014.
4. ↑  Census 2000 PHC-T-4. Ranking Tables for Counties: 1990 and 2000 (PDF). United States Census Bureau. Архів оригіналу (PDF) за 18 грудня 2014. Процитовано 19 червня 2014.
5. ↑  State & County QuickFacts. United States Census Bureau. Архів оригіналу за 8 липня 2011. Процитовано 19 червня 2014. [Архівовано 2011-07-03 у Wayback Machine.](англ.) Наведено за англійською вікіпедією.
6. ↑  American FactFinder. Бюро перепису населення США. Архів оригіналу за 26 лютого 2012. Процитовано 31 січня 2008. [Архівовано 2008-05-21 у Wayback Machine.]

| США | Це незавершена стаття з географії США. Ви можете допомогти проєкту, виправивши або дописавши її. |